# Sedramić
Sedramić je naselje u sastavu Grada Drniša, odnosno Šibensko-kninske županije u Republici Hrvatskoj. Nalazi se u unutrašnjosti Dalmacije, u Zagori, približno 35 km udaljen od Šibenika i oko 65 km od Splita.
Kroz Sedramić prolazi županijska cesta koja povezuje Drniš i Trogir, kao i željeznička pruga Zagreb - Split.

## Povijest
Sedramić je stara neolitska naseobina. Naziv dolazi od keltske riječi Sed ra ma. Sedra je tvrda zemlja, a -m je dočetnik. Sedramić je diminutiv od Sedrama. Prvi put se spominje 1298. godine kada pripada župi Žitnić. Također, Sedramić se spominje u pisanim izvorima i 1434. godine kada pripada knezu Ivanišu Nelipiću, a kasnije i njegovom vojvodi Ivancu Novakoviću (do njegove smrti 1450. godine).
Danas selo pripada drniškoj župi s crkvom Presvetog Trojstva izgrađenom krajem 19. stoljeća. Crkva je izgrađena na mjestu kapele koja se spominje još 1757. godine. U njoj se misa služila jednom na godinu i o njoj se brinula Bratovština sv. Jure iz Žitnića.
Godine 1991. selo se je našlo u središtu ratnog vihora, na prvoj crti obrane Hrvatske u kojoj je sudjelovalo preko 100 mještana dragovoljaca Domovinskog rata. Kao žrtve svakodnevnog četničkog granatiranja sela smrtno su stradala tri mještanina civila, a jedna je osoba nestala.
20. rujna 1991. zbila se bitka kod Pakova Sela i Sedramića. Ova su sela bila na drniškom bojištu. U jednoj od od središnjih borbenih akcija, slabo naoružane hrvatske obrambene snage zaustavile su naprjedovanje 9. kninskog korpusa JNA prema Šibeniku i Unešiću. Bitku su iznijeli 4. bojna 113. brigade i 4. bojna 4. gardijske brigade te pripadnici hrvatske policije u Pakovu Selu i Sedramiću. Pobjeda hrvatskih snaga omogućila je braniteljima bolje učvrstiti obrambene položaje na ovom dijelu bojišnice. Zbog toga je neprijateljska JNA, velikosrpski dragovoljci i pobunjenici nisu mogli probiti ovaj dio bojišnice ni približiti se Šibeniku. Ova je pobjeda mnogo pomogla braniteljima grada Šibenika čime je izvojevana pobjeda u bitci za Šibenik rujna 1991. godine.

## Stanovništvo
| Pregled broja stanovnika po službenim popisima | Pregled broja stanovnika po službenim popisima | Pregled broja stanovnika po službenim popisima | Pregled broja stanovnika po službenim popisima | Pregled broja stanovnika po službenim popisima | Pregled broja stanovnika po službenim popisima | Pregled broja stanovnika po službenim popisima | Pregled broja stanovnika po službenim popisima | Pregled broja stanovnika po službenim popisima | Pregled broja stanovnika po službenim popisima | Pregled broja stanovnika po službenim popisima | Pregled broja stanovnika po službenim popisima | Pregled broja stanovnika po službenim popisima | Pregled broja stanovnika po službenim popisima | Pregled broja stanovnika po službenim popisima | Pregled broja stanovnika po službenim popisima | Pregled broja stanovnika po službenim popisima |
| ---------------------------------------------- | ---------------------------------------------- | ---------------------------------------------- | ---------------------------------------------- | ---------------------------------------------- | ---------------------------------------------- | ---------------------------------------------- | ---------------------------------------------- | ---------------------------------------------- | ---------------------------------------------- | ---------------------------------------------- | ---------------------------------------------- | ---------------------------------------------- | ---------------------------------------------- | ---------------------------------------------- | ---------------------------------------------- | ---------------------------------------------- |
| 1857.                                          | 1869.                                          | 1880.                                          | 1890.                                          | 1900.                                          | 1910.                                          | 1921.                                          | 1931.                                          | 1948.                                          | 1953.                                          | 1961.                                          | 1971.                                          | 1981.                                          | 1991.                                          | 2001.                                          | 2011.                                          | 2021.                                          |
| 486                                            | 496                                            | 503                                            | 553                                            | 620                                            | 619                                            | 600                                            | 709                                            | 612                                            | 633                                            | 615                                            | 575                                            | 443                                            | 391                                            | 238                                            | 206                                            | 167                                            |

Zbog sustavnog zapostavljanje cijele Zagore pa tako i Sedramića od strane SFRJ-u dolazi do velike migracije stanovništva nakon Drugog svjetskog rata.  Najveće migracije netom iza Drugog svjetskog rata išle su u smjeru Slavonije, a zatim od 60-ih godina prošlog stoljeća u smjeru splitskog bazena i manjim dijelom Šibenika. Isto tako i u druge europske zemlje, najvećim dijelom u Njemačku, u koju se nažalost i do dana današnjeg malobrojno mlado stanovništvo iseljava. Izgradnja infrastrukture započeta je tek dolaskom hrvatskih demokratskih vlasti, što se je pokazalo prekasno.
| broj stanovnika | 486   | 496   | 503   | 553   | 620   | 619   | 600   | 709   | 612   | 633   | 615   | 575   | 443   | 391   | 238   | 206   | 168   |
|                 | 1857. | 1869. | 1880. | 1890. | 1900. | 1910. | 1921. | 1931. | 1948. | 1953. | 1961. | 1971. | 1981. | 1991. | 2001. | 2011. | 2021. |

## Prezimena sela Sedramić
Alduk, Begonja, Brnada, Bunardžija, Čavala, Čavka, Čičmir, Dugeč, Džale, Đeka, Elez, Ercegovac, Milaković, Minga, Mujan, Plazonja, Ponoš, Ramljak, Skejo, Šarić, Šuljak, Triva, Veštić, Zelić

## Poznate osobe
- Ante Alduk - mornar austro-ugarske mornarice, jedan od junaka Viške bitke 1866. godine[4]
- Boško Čavka - trofejni hrvatski trener dizača utega
- Ivan Veštić - hrvatski atletičar, športski dužnosnik, olimpijac
- Edi Ponoš - hrvatski atletičar - bacač koplja, olimpijac